# Даниельсен, Арнбьёрн
Арнбьёрн Дание́льсен (фар. Arnbjørn Danielsen; род. 14 октября 1973 года в Тофтире, Фарерские острова) — бывший фарерский футболист и тренер, защитник, известный по выступлениям за клубы «Б68» и «Б36», а также национальную сборную Фарерских островов.

## Карьера игрока

### Клубная
Арнбьёрн — воспитанник «Б68» из его родной деревни Тофтир. 19 сентября 1993 года в матче чемпионата Фарерских островов против клуба «КИ» из Клаксвуйка состоялся его дебют за взрослую команду тофтирцев. Всего в своём первом сезоне защитник принял участие в 2 матчах фарерского первенства. Начиная с сезона-1994 Арнбьёрн стал твёрдым игроком основного состава «Б68», выиграв конкуренцию у другого молодого защитника Андраса Лоумстайна. 29 июня 1996 года он сыграл свою первую игру в еврокубках, это была встреча кубка Интертото против австрийского клуба «ЛАСК».
В 1997 году Арнбьёрн перешёл из «Б68» в столичный «Б36». Он был важным звеном в команде «чёрно-белых», по итогам сезона ставшей чемпионом Фарерских островов. 22 июля 1998 года Арнбьёрн дебютировал в Лиге чемпионов, отыграв весь первый матч против израильского «Бейтара». Он целиком отыграл и ответную встречу, состоявшуюся через 5 дней. Арнбьёрн выступал за «Б36» до окончания сезона-1999, после чего он принял решение вернуться в «Б68».
Арнбьёрн принял участие в 17 матчах фарерского первенства в сезоне-2000 и помог тофтирцам завоевать бронзовые медали турнира. В 2001 году он снова ушёл в «Б36» и стал важной частью команды, оформившей «золотой дубль», выиграв по итогам сезона чемпионат и кубок Фарерских островов. 17 июля 2002 года Арнбьёрн отыграл полный первый матч Лиги чемпионов против грузинского клуба «Торпедо», а неделю спустя защитник целиком провёл ответную игру. В 2003 году в составе «Б36» он выиграл свой второй кубок Фарерских островов. Сезон-2004 стал для него последним за «чёрно-белых».
В 2005 году состоялось второе возвращение Арнбьёрна в родной «Б68», покинувшему фарерскую премьер-лигу сезоном ранее. Он помог клубу выиграть первый дивизион, забив рекордные для себя 6 голов в 18 матчах. В сезоне-2006 «Б68» не смог избежать вылета из высшей лиги, но защитник не покинул команду и в 2007 году помог ей подняться обратно. Следующий сезон стал для Арнбьёрна последним на высоком уровне. 25 октября 2008 года он сыграл свой последний матч в чемпионате Фарерских островов против своего прошлого клуба «Б36», а затем завершил свои выступления.

### Международная
За национальную сборную Фарерских островов Арнбьёрн дебютировал 27 июля 1997 года в товарищеском матче против сборной Исландии: он вышел на поле в начале второго тайма, заменив Якупа Ольсена. Свою последнюю игру за национальную команду он сыграл 1 июня 2004 года, это был матч против сборной Нидерландов, в котором защитник вышел в стартовом составе и провёл на поле 65 минут, после чего был заменён на Кори Нильсена. Всего Арнбьёрн принял участие в 8 встречах за фарерскую сборную.

## Статистика выступлений

### Клубная
| Выступление      | Выступление      | Выступление      | Лига | Лига | Кубки | Кубки | Еврокубки | Еврокубки | Прочие | Прочие | Итого | Итого |
| Клуб             | Лига             | Сезон            | Игры | Голы | Игры  | Голы  | Игры      | Голы      | Игры   | Голы   | Игры  | Голы  |
| ---------------- | ---------------- | ---------------- | ---- | ---- | ----- | ----- | --------- | --------- | ------ | ------ | ----- | ----- |
| Б68              | Премьер-лига     | 1993             | 2    | 0    | 0     | 0     | 0         | 0         | 0      | 0      | 2     | 0     |
| Б68              | Премьер-лига     | 1994             | 15   | 1    | 1     | 0     | 0         | 0         | 0      | 0      | 16    | 1     |
| Б68              | Премьер-лига     | 1995             | 11   | 1    | 7     | 1     | 0         | 0         | 0      | 0      | 18    | 2     |
| Б68              | Премьер-лига     | 1996             | 14   | 1    | 7     | 1     | 4         | 0         | 0      | 0      | 25    | 2     |
| Б68              | Итого            | Итого            | 42   | 3    | 15    | 2     | 4         | 0         | 0      | 0      | 61    | 5     |
| Б36              | Премьер-лига     | 1997             | 15   | 0    | 5     | 0     | 4         | 0         | 0      | 0      | 24    | 0     |
| Б36              | Премьер-лига     | 1998             | 18   | 1    | 7     | 0     | 2         | 0         | 0      | 0      | 27    | 1     |
| Б36              | Премьер-лига     | 1999             | 17   | 0    | 9     | 0     | 2         | 0         | 0      | 0      | 28    | 0     |
| Б36              | Итого            | Итого            | 50   | 1    | 21    | 0     | 8         | 0         | 0      | 0      | 79    | 1     |
| Б68              | Премьер-лига     | 2000             | 17   | 0    | 6     | 0     | 0         | 0         | 0      | 0      | 23    | 0     |
| Б68              | Итого            | Итого            | 17   | 0    | 6     | 0     | 0         | 0         | 0      | 0      | 23    | 0     |
| Б36              | Премьер-лига     | 2001             | 17   | 0    | 9     | 0     | 0         | 0         | 0      | 0      | 26    | 0     |
| Б36              | Премьер-лига     | 2002             | 17   | 0    | 7     | 1     | 2         | 0         | 0      | 0      | 26    | 1     |
| Б36              | Премьер-лига     | 2003             | 17   | 0    | 6     | 0     | 0         | 0         | 0      | 0      | 23    | 0     |
| Б36              | Премьер-лига     | 2004             | 12   | 0    | 7     | 0     | 1         | 0         | 0      | 0      | 20    | 0     |
| Б36              | Итого            | Итого            | 63   | 0    | 29    | 1     | 3         | 0         | 0      | 0      | 95    | 1     |
| Б68              | Первый дивизион  | 2005             | 18   | 6    | 3     | 0     | 0         | 0         | 0      | 0      | 21    | 6     |
| Б68              | Премьер-лига     | 2006             | 23   | 1    | 1     | 0     | 0         | 0         | 0      | 0      | 24    | 1     |
| Б68              | Первый дивизион  | 2007             | 23   | 0    | 1     | 0     | 0         | 0         | 0      | 0      | 24    | 0     |
| Б68              | Премьер-лига     | 2008             | 24   | 0    | 0     | 0     | 0         | 0         | 0      | 0      | 24    | 0     |
| Б68              | Итого            | Итого            | 89   | 7    | 5     | 0     | 0         | 0         | 0      | 0      | 94    | 7     |
| Всего за карьеру | Всего за карьеру | Всего за карьеру | 260  | 11   | 76    | 3     | 15        | 0         | 0      | 0      | 351   | 14    |

### Международная
| Матчи и голы Арнбьёрна Даниельсена за национальную сборную Фарерских островов | Матчи и голы Арнбьёрна Даниельсена за национальную сборную Фарерских островов | Матчи и голы Арнбьёрна Даниельсена за национальную сборную Фарерских островов | Матчи и голы Арнбьёрна Даниельсена за национальную сборную Фарерских островов | Матчи и голы Арнбьёрна Даниельсена за национальную сборную Фарерских островов | Матчи и голы Арнбьёрна Даниельсена за национальную сборную Фарерских островов |
| №                                                                             | Дата                                                                          | Оппонент                                                                      | Счёт                                                                          | Голы                                                                          | Соревнование                                                                  |
| ----------------------------------------------------------------------------- | ----------------------------------------------------------------------------- | ----------------------------------------------------------------------------- | ----------------------------------------------------------------------------- | ----------------------------------------------------------------------------- | ----------------------------------------------------------------------------- |
| 1                                                                             | 27 июля 1997                                                                  | Исландия                                                                      | 0:1                                                                           |                                                                               | Товарищеский матч                                                             |
| 2                                                                             | 6 августа 1997                                                                | Эстония                                                                       | 2:0                                                                           |                                                                               | Товарищеский матч                                                             |
| 3                                                                             | 11 октября 1997                                                               | Испания                                                                       | 1:3                                                                           |                                                                               | Отбор ЧМ-1998                                                                 |
| 4                                                                             | 6 октября 2001                                                                | Словения                                                                      | 0:3                                                                           |                                                                               | Отбор ЧМ-2002                                                                 |
| 5                                                                             | 10 февраля 2002                                                               | Польша                                                                        | 1:2                                                                           |                                                                               | Товарищеский матч                                                             |
| 6                                                                             | 13 февраля 2002                                                               | Лихтенштейн                                                                   | 1:0                                                                           |                                                                               | Товарищеский матч                                                             |
| 7                                                                             | 21 августа 2002                                                               | Лихтенштейн                                                                   | 3:1                                                                           |                                                                               | Товарищеский матч                                                             |
| 8                                                                             | 1 июня 2004                                                                   | Нидерланды                                                                    | 0:3                                                                           |                                                                               | Товарищеский матч                                                             |

Итого: 8 матчей и 0 голов; 3 победы, 0 ничьих, 5 поражений.

## Достижения

### Командные
«Б36»
- Чемпион Фарерских островов (2): 1997, 2001
- Обладатель Кубка Фарерских островов (2): 2001, 2003

 «Б68»
- Победитель первого дивизиона (2): 2005, 2007

## Тренерская карьера
В 2010 году Арнбьёрн был ассистентом главного тренера Аллана Мёркёре в тренерском штабе клуба «Б36». В 2015 году он возглавлял дублирующий состав «чёрно-белых». Под руководством Арнбьёрна «Б36 II» провёл 14 игр, из которых 1 была выиграна, 6 сыграны вничью, а 7 закончились поражением.